# Júlio Endi Akamine
Mons. Júlio Endi Akamine, S.A.C. (* 20. listopadu 1962, Garça) je brazilský římskokatolický duchovní japonského původu, člen Společnosti katolického apoštolátu a arcibiskup Sorocaby.

## Život
Narodil se 20. listopadu 1962 ve městě Garça.
Roku 1975 vstoupil do semináře Společnosti katolického apoštolátu (Pallotinů) v Londrině a svá studia dokončil v nižším semináři São Vicente Pallotti. Roku 1979 nastoupil do noviciátu semináře Rainha da Paz v Cornélio Procópio. Dne 8. prosince 1980 složil své řeholní sliby.
V letech 1981-1983 studoval filosofii na Papežské katolické univerzitě v Paraně a vezexh 1984-1987 teologii na Studium Theologicum Claretianum v arcidiecézi Curitiba. Dne 24. ledna 1988 byl vysvěcen na kněze. Roku 1993 odešel do Říma, kde studoval na Papežské univerzitě Gregoriana. Zde získal titul magistra teologie a roku 2005 doktorát.
Po vysvěcení byl farním vikářem v Cambé. Roku 1996 byl zvolen rektorem Vyššího pallotinského semináře v Curitibě. Tuto funkci zastával do roku 2001. Byl generálním sekretářem Palottinů pro formaci (1999-2005), místním poradcem generálního domu Pallotinů v Římě (2001-2003) a ředitelem provincie Regina Apostolorum (2003-2004). Roku 2005 byl zvolen provinčním sekretářem pro formaci a roku 2006 spirituálem Vyššího palottinského semináře. V letech 2008-2011 sloužil jako provinciální rektor pallotinské provincie São Paulo.
V letech 1996-2001 a 2005-2011 byl profesorem teologie na Studium Theologicum.
Dne 4. května 2011 jej papež Benedikt XVI. jmenoval pomocným biskupem arcidiecéze São Paulo a titulárním biskupem z Thagamuty. Biskupské svěcení přijal 9. července 2011 z rukou kardinála Odila Pedra Scherera a spolusvětiteli byli biskup Edmar Perón a biskup Tarcísio Scaramussa.
Dne 28. prosince 2016 jej papež František jmenoval metropolitním arcibiskupem Sorocaby.